# Na křídlech slávy
Na křídlech slávy (v anglickém originále Wings of Fame) je nizozemský anglickojazyčný komediální fantasy film z roku 1990 režiséra Otakara Votočka. Scénář napsal nizozemský spisovatel Herman Koch.

## Příběh
Slavný filmový herec Cesar Valentin tvrdí, že o sobě napsal knihu. Nepopulární spisovatel a skutečný autor knihy ho v důsledku toho pomstychtivě zabije, následně ale sám umírá v důsledku nehody. Oba se ocitnou v posmrtném životě, kde se shromažďují duše všech slavných lidí.

## Obsazení
- Peter O'Toole jako Cesar Valentin
- Colin Firth jako Brian Smith
- Marie Trintignantová jako Bianca
- Andréa Ferréol jako Theresa
- Robert Stephens jako Merrick
- Ellen Umlauf jako Aristida
- Maria Becker jako Dr. Frisch
- Walter Gotell jako recepční
- Gottfried John jako Zlatogorski
- Michiel Romeyn jako Baldesari
- Nicolas Chagrin jako Delgado
- Ken Campbell jako vrchní číšník

## Ocenění
- Avoriaz International Fantastic Film Festival 1991
  - Otakar Votoček (Zvláštní cena poroty)
  - Otakar Votoček (Cena kritiky)
  - Otakar Votoček (Velká cena podivna)
  - Otakar Votoček (Velká cena)